# Symmacra inobtrusa
Symmacra inobtrusa är en fjärilsart som beskrevs av W. Warren 1897. Symmacra inobtrusa ingår i släktet Symmacra och familjen mätare. Inga underarter finns listade i Catalogue of Life.